# Paris-France-Transit
Paris — France — Transit — первый и единственный альбом проекта Дидье Маруани Paris — France — Transit, вышедший в 1982 году, с участием музыкантов последнего состава Space.

## Об альбоме
Paris — France — Transit выдержан в стилях синтипоп, спейс-рок. Тематика отдельных треков сильно отличается от предыдущих альбомов. Оригинальное издание выходит на лейбле VOGUE P.I.P. Фактически этот альбом является основой программы предстоявших в 1983 году первых концертов в СССР и странах Восточной Европы. В Западной Европе альбом особого успеха не имел. В 1997, 2002 и 2007 годах альбом переиздаётся компаниями Polygram, BMG Russia и Gala records.

## Список композиций
Все треки написаны и спродюсированы Дидье «Экама» Маруани (1-3,5,7,8) и Дени Коттар (4,6). Слова Дидье Маруани, Анн Кальвер (2), Ян Лозет (7).
1. Paris, France (5:40);
2. A Crime In Your Town (4:50);
3. Voices Of Jupiter (4:20);
4. Paintings (5:23);
5. Souvenir From Rio (4:18);
6. Ego (5:03);
7. Child (4:54);
8. Beyond Your Mind (6:21);

## Участники записи
- Дидье «Экама» Маруани — фортепиано, синтезаторы, вокал(1);
- Денни Коттар — фортепиано, синтезаторы, спецэффекты.
- Патрис Тисон — гитара;
- Ян Лозет — бас-гитара, вокал (2,7);
- Бернар Паганотти — бас-гитара;
- Джо Хаммер — ударные;
- Шведский церковный хор — хор в «Child».

## Техническая информация
- Звукорежиссёр: Патрик Френо;
- Записано и сведено на студии «Sydney bechett»;
- Спецэффекты: Copra sons.
- Ремастер издания 2002 года: Жером Корбье (Top master);
- Издание 2007 года отреставрировано Андре Перриа (Top master).